# Sobno
Sobno (deutsch Sooben) ist ein Ort in der polnischen Woiwodschaft Ermland-Masuren. Er gehört zur Gmina Łukta (Landgemeinde Locken) im Powiat Ostródzki (Kreis Osterode in Ostpreußen).

## Geographische Lage
Sobno liegt im Westen der Woiwodschaft Ermland-Masuren, 21 Kilometer nordöstlich der Kreisstadt Ostróda (deutsch Osterode in Ostpreußen).

## Geschichte
Soben (nach 1785 Zooben) war ein Vorwerk zu Falkenstein (polnisch Zajączkowo) und bis 1945 ein Ortsteil dieser Gemeinde im Kreis Osterode in Ostpreußen.
Im Jahre 1945 wurde das Dorf in Kriegsfolge zusammen mit dem ganzen südlichen Ostpreußen an Polen überstellt. Sooben erhielt die polnische Namensform „Sobno“ und ist heute Sitz eines Schulzenamtes (polnisch Sołectwo) innerhalb der Landgemeinde Łukta (Locken) im Powiat Ostródzki (Kreis Osterode in Ostpreußen), bis 1998 der Woiwodschaft Olsztyn, seither der Woiwodschaft Ermland-Masuren zugehörig.

## Kirche
Als Teil der Gemeinde Falkenstein war Sooben bis 1945 in die evangelische Kirche Locken in der Kirchenprovinz Ostpreußen der Kirche der Altpreußischen  Union, außerdem in die römisch-katholische Kirche Neu Kockendorf (polnisch Nowe Kawkowo) eingepfarrt.
Heute gehört Sobno katholischerseits zur Kirche Nowe Kawkowo im Erzbistum Ermland sowie evangelischerseits zur Kirche Łęguty (Langgut), einer Filialkirche von Ostróda in der Diözese Masuren der Evangelisch-Augsburgischen Kirche in Polen.

## Verkehr
Sobno liegt westlich der Woiwodschaftsstraße 530 und ist von Mostkowo (Brückendorf) aus in Richtung Trokajny (Trukeinen) zu erreichen. Eine Anbindung an den Bahnverkehr besteht nicht.